# Marquesado de Torrelaguna

Escudo de Torrelaguna, en la provincia de Madrid.

El marquesado de Torrelaguna es un título nobiliario español creado por la reina regente María Cristina de Habsburgo Lorena, durante la minoría del rey Alfonso XIII, y concedido a Martín Esteban y Muñoz, senador del reino y diputado a Cortes, el 2 de julio de 1895 por real decreto y el 23 de diciembre del mismo año por real despacho.
Su denominación hace referencia a la localidad española de Torrelaguna, en la provincia de Madrid.

## Marqueses de Torrelaguna
|                           | Titular                                    | Periodo                   |
| Creación por Alfonso XIII | Creación por Alfonso XIII                  | Creación por Alfonso XIII |
| ------------------------- | ------------------------------------------ | ------------------------- |
| I                         | Martín Esteban y Muñoz                     | 1895-1899                 |
| II                        | Eugenio Esteban y Fernández del Pozo       | 1899-1943                 |
| III                       | Luis Esteban y Fernández del Pozo          | 1952-1963                 |
| IV                        | María Julia Esteban y González-Quintanilla | 1965-1970                 |
| V                         | Rafael Fernández de Córdoba y Esteban      | 1971-hoy                  |

## Historia de los marqueses de Torrelaguna
La lista de los marqueses de Torrelaguna, junto con sus fechas de sucesión en el título, es la que sigue:
- Martín Esteban y Muñoz (m. 14 de marzo de 1899),[3] I marqués de Torrelaguna, senador y diputado del reino, caballero de la Legión de Honor.

Casó con Benita Fernández del Pozo y Ramírez de Arellano y Portocarrero (m. 20 de febrero de 1906), nieta de los condes de la Corte. El 10 de abril de 1899 le sucedió su hijo:
- Eugenio Esteban y Fernández del Pozo, II marqués de Torrelaguna, senador del reino, Gran Cruz de Isabel la Católica y gentilhombre de cámara con ejercicio del rey Alfonso XIII.

Casó con María del Carmen López y Andrés, dama noble de la Orden de María Luisa. El 4 de abril de 1952, tras solicitud cursada el 27 de febrero de 1950 (BOE del 11 de marzo) y convalidación aceptada el 21 de diciembre de 1951 (BOE del 4 de enero de 1952), le sucedió su hermano:
- Luis Esteban y Fernández del Pozo (f. 1963), III marqués de Torrelaguna y diputado a Cortes.

Casó con María de la Concepción González de la Hoz y Quintanilla. El 11 de junio de 1965 le sucedió su hija:
- María Julia Esteban y González-Quintanilla (1905-1970), IV marquesa de Torrelaguna.

Casó con Fernando Fernández de Córdoba y Álvarez de las Asturias, V marqués de Mendigorría. El 6 de diciembre de 1971 le sucedió su hijo:
- Rafael Fernández de Córdoba y Esteban (n. 1941), V marqués de Torrelaguna, VI marqués de Mendigorría.